# 2nd King Edward VII's Own Gurkha Rifles (The Sirmoor Rifles)
Il 2nd King Edward VII's Own Gurkha Rifles (The Sirmoor Rifles) è stato un reggimento di fanteria del British Army composto da personale Gurkha.
Prima unità Gurkha a essere reclutata, inizialmente con la denominazione di "Sirmoor Battalion", nell'esercito della Compagnia britannica delle Indie orientali nel 1815, si mise in luce durante gli eventi dei moti indiani del 1857. Successivamente l'unità passò nei ranghi dell'Esercito dell'India britannica assumendo la designazione di "2nd Goorkha Regiment"; l'allora Principe di Galles assunse il patronato del reggimento nel 1876, e quest'ultimo divenne quindi il "2nd (Prince of Wale's Own) Goorkha Regiment (The Sirmoor Rifles)" e poi, nel 1936, il "2nd King Edward VII's Own Gurkha Rifles (The Sirmoor Rifles)".
Con l'Esercito dell'India britannica il reggimento fu impegnato in varie campagne coloniali lungo la frontiera nord-occidentale dell'India, oltre a prendere parte alla prima guerra mondiale servendo in Francia, Egitto e Mesopotamia. Dal 1940 i battaglioni del reggimento presero parte alla seconda guerra mondiale servendo in una vasta varietà di teatri: dal Nordafrica all'Italia, dalla Malesia alla Birmania. Dopo l'indipendenza dell'India nel 1947 il reggimento passò al servizio diretto del Regno Unito, facendo parte della Brigata Gurkha del British Army e servendo ancora operativamente durante l'emergenza malese e gli scontri con l'Indonesia nel Borneo nei primi anni 1960. Dal 1994 l'unità è stata fusa con gli altri reggimenti Gurkha del British Army per formare l'unitario Royal Gurkha Rifles.

## Storia

### Creazione e prime campagne

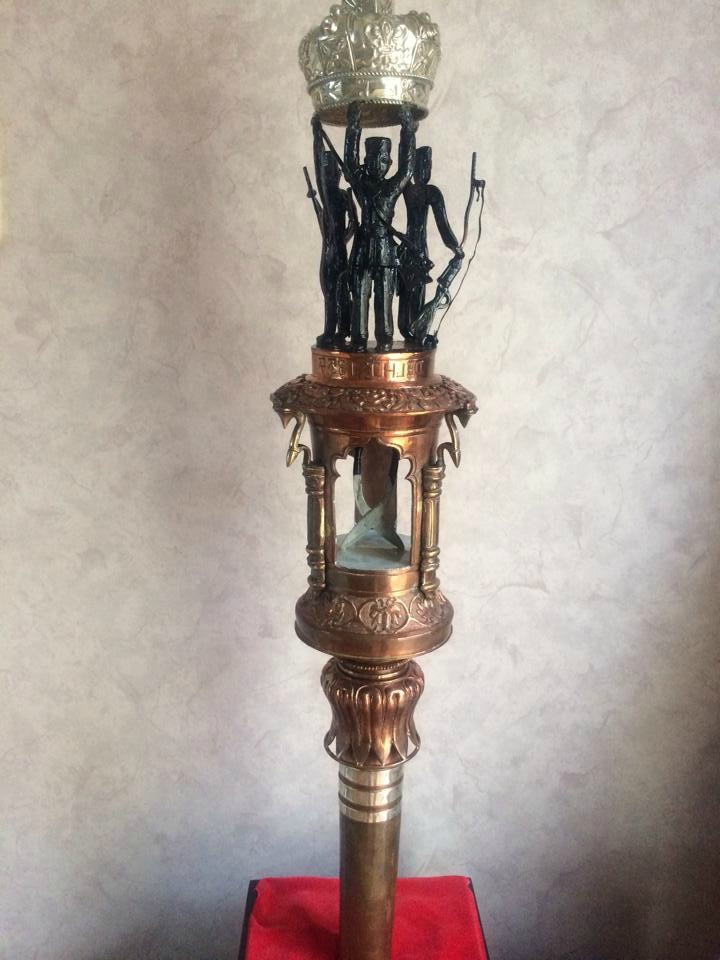
Una replica del Queen's Truncheon, l'insegna del 2nd Gurkha Rifles

Le origini del 2nd Gurkha Rifles risalgono alla creazione stessa delle unità Gurkha reclutate al servizio del Regno Unito, e il reggimento risulta la più antica unità Gurkha a essere rimasta continuativamente parte delle forze armate britanniche.
Il Regno Gorkha si formò nel corso del XV secolo ai piedi dell'Himalaya, espandendosi poi con una serie di aggressive campagne militari contro i piccoli principati locali fino a creare, nel 1768, il Regno del Nepal. Le campagne di espansione lanciate in direzione della valle del Gange portarono ben presto il regno a entrare in urto con la potenza dominante all'epoca nel subcontinente indiano, la Compagnia britannica delle Indie orientali; la guerra anglo-nepalese, intercorsa tra il 1814 e il 1816, vide ben presto la sconfitta del Nepal e la stipula di un trattato di pace, il trattato di Sugauli del 4 marzo 1816: l'accordo ridusse il territorio del Nepal agli attuali confini e impose un regime di protettorato su di esso a favore dei britannici, pur preservando l'autonomia interna del Regno. Impressionati dall'abilità come combattenti dei nepalesi, i britannici iniziarono quindi a reclutare come mercenari nelle forze armate della Compagnia delle Indie orientali delle unità di "Gorkha" o "Gurkha", prima attingendo ai prigionieri di guerra del conflitto anglo-nepalese e poi, in forza dei termini del trattato di Sugauli, tramite campagne di reclutamento volontario nello stesso Nepal, scegliendo in particolare reclute provenienti da determinati gruppi tribali considerati come "marziali" e più portati per la vita militare.
Il 24 aprile 1815, su mandato dell'allora Governatore generale dell'India, il tenente Frederick Young dell'esercito della Compagna delle Indie orientali radunò a Dehradun nello Stato indiano di Sirmur (o Sirmoor) un primo battaglione di circa 3000 mercenari nepalesi, reclutati tra i prigionieri di guerra del recente conflitto. Questo "Sirmoor Battalion" fu la prima unità Gurkha a combattere al servizio dei britannici in India, prendendo parte alla terza guerra anglo-maratha del 1817-1818 e poi, con il nome di 8th Local Battalion, all'assedio di Bharatpur del 1825-1826; ridesignata come 6th (Sirmoor) Local Battalion, l'unità combatté poi nella prima guerra anglo-sikh del 1845-1846, distinguendosi nella battaglia di Aliwal. Il battaglione si guadagnò una notevole fama presso i britannici nel corso dei moti indiani del 1857: davanti all'ammutinamento di buona parte dei reparti di soldati indiani (sepoy) della Compagnia delle Indie orientali, i Gurkha rimasero fedeli ai britannici e il 6th Battalion sostenne un assedio di tre mesi nel forte di Hindu Rao a Delhi, respingendo un assalto dietro l'altro e perdendo più di metà del suo organico originario. Nel 1858, come ricompensa per il buon comportamento a Delhi, le unità Gurkha furono innalzate dal rango di sepoy a quello più prestigioso di "fucilieri" (rifleman), e il battaglione fu quindi rinominato "Sirmoor Rifle Regiment"; poiché le unità di fucilieri britanniche per tradizione non portavano una bandiera, il reggimento fu dotato come insegna del Queen's Truncheon, un bastone cerimoniale in bronzo e argento recante alla sommità una riproduzione del minareto del Palazzo di Delhi.
Dopo l'ammutinamento del 1857 l'esercito della Compagnia delle Indie orientali fu sciolto e i suoi reggimenti integrati nel nuovo British Indian Army; dopo aver cambiato per un breve periodo la designazione in "17th Bengal Native Infantry", i Sirmoor Rifle furono rinumerati nel 1861 come "2nd Goorkha Regiment" e poi ancora, nel 1864, come "2nd Goorkha (The Sirmoor Rifle) Regiment". Nel 1876 l'allora Principe di Galles Alberto Edoardo (futuro re Edoardo VII del Regno Unito) divenne patrono del reggimento, che di conseguenza assunse la designazione di "2nd (Prince of Wale's Own) Goorkha Regiment (The Sirmoor Rifles)"; in ragione di questo patronato, il reggimento adottò come sua insegna da berretto un fregio composto dal cimiero e dal motto del Principe di Galles. Dopo la salita al trono di Edoardo, nel 1906 il reggimento cambiò quindi il nome in "2nd King Edward's Own Gurkha Rifles (The Sirmoor Rifles)"; l'ultimo cambio di denominazione si ebbe nel 1936, quando un successivo "re Edoardo" (Edoardo VIII del Regno Unito) salì al trono: il reggimento assunse allora la designazione finale di "2nd King Edward VII's Own Gurkha Rifles (The Sirmoor Rifles)"

### Le guerre mondiali

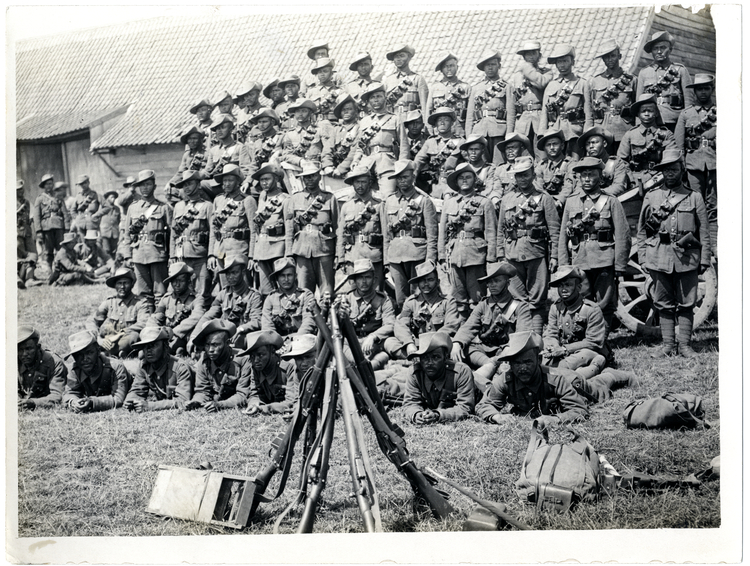
Foto di gruppo di un distaccamento del 2/2nd Gurkha in Francia nel 1915

Il reggimento rimase composto da un unico battaglione fino al 1886 quando, per ordine del comandante in capo dell'esercito anglo-indiano generale Frederick Roberts, tutti i reggimenti Gurkha furono portati a una forza di due battaglioni. Il 1º Battaglione del 2nd Gurkha Rifles (1/2nd Gurkha) prese parte alla spedizione Lushai nell'Assam del 1871-1872, nel corso della quale un suo ufficiale britannico (il maggiore Donald Macintyre) ottenne la prima Victoria Cross conseguita nei ranghi del reggimento. Il 2/2nd Gurkha prestò servizio lungo la frontiera nord-occidentale dell'India britannica a cavallo tra la fine del XIX secolo e l'inizio del XX secolo, distinguendosi durante la spedizione a Chitral del 1895 e la campagna di Tirah del 1897-1898; nel corso di quest'ultima campagna, l'unità stabilì un solido gemellaggio con il reggimento scozzese dei Gordon Highlanders.
Dopo lo scoppio della prima guerra mondiale entrambi i battaglioni del 2nd Gurkha Rifles furono inviati in servizio oltremare. Il 2/2nd Gurkha fu inviato in Francia con la 7th (Meerut) Division poco dopo l'inizio delle ostilità, subendo perdite tremende nel corso dei combattimenti del novembre 1914 contro i tedeschi nella zona delle Fiandre e durante la battaglia di Neuve-Chapelle del marzo 1915; verso la fine del 1915 il battaglione fu inviato in Egitto, per poi rientrare in India nel 1916. Il 1/2nd Gurkha partecipò alla campagna della Mesopotamia a partire dal 1916, partecipando in particolare alla seconda battaglia di Kut e alla presa di Baghdad nel 1917, per poi prendere parte brevemente alla campagna di Persia nel 1918. Nel 1917 il reggimento attivò anche un terzo battaglione (3/2nd Gurkha), il quale tuttavia rimase di guarnigione in India e venne infine sciolto nel 1920.
Durante il periodo interbellico i due battaglioni rimasero stanziati sulla frontiera nord-occidentale dell'India, prendendo brevemente parte alla terza guerra anglo-afghana nel 1919. Il 2nd Gurkha Rifles fu poi intensamente impegnato durante la seconda guerra mondiale, durante il quale il suo organico fu aumentato fino a un totale di cinque battaglioni. Il 1/2nd Gurkha partecipò inizialmente alla guerra anglo-irachena del 1941 e all'invasione anglo-sovietica dell'Iran, per poi essere inviato nel teatro di guerra libico-egiziano: come parte della 4th Indian Infantry Division, il battaglione servì nella campagna del Nordafrica e nella successiva campagna d'Italia, concludendo le sue operazioni in Grecia nel 1945 prima di rientrare in patria; un membro del battaglione, il sottufficiale (subedar) Lalbahadur Thapa, fu insignito della Victoria Cross per le sue azioni in Tunisia nel 1943. Il 2/2nd Gurkha combatté intensamente contro i giapponesi durante la campagna della Malesia del 1941-1942: il battaglione finì completamente distrutto e catturato al termine della battaglia di Singapore e non venne ricostruito. Sia il 3/2nd Gurkha (attivato nel 1940) che il 4/2nd Gurkha (attivato nel 1941) combatterono contro i giapponesi nella campagna della Birmania, operando in particolare durante gli scontri nella regione dell'Arakan e nel corso delle operazioni di incursione su vasta scala dei Chindits nelle retrovie nemiche; il fuciliere Bhanbhagta Gurung del 3/2nd Gurkha ottenne nel 1945 la terza e ultima Victoria Cross del reggimento. Il 5/2nd Gurkha, attivato nel 1942, rimase di guarnigione in India e non prese parte ad alcuna campagna.

### Il dopoguerra
Subito dopo la conclusione delle ostilità il 3/2nd Gurkha fu impegnato in operazioni di occupazione militare in Thailandia e il 4/2nd Gurkha nell'Indocina francese. Al momento dello scioglimento dell'India britannica il 15 agosto 1947 e della sua partizione nei nuovi Stati indipendenti di India e Pakistan, venne stabilito che i dieci reggimenti Gurkha in servizio sarebbero stati ripartiti tra il British Army e il neonato Esercito dell'India. Il 2nd Gurkha Rifles fu selezionato (apparentemente, senza una ragione precisa) come uno dei quattro reggimenti spettanti al Regno Unito, con una forza di due battaglioni: il reggimento mantenne il 1/2nd Gurkha e il 3/2nd Gurkha (rinumerato come 2/2nd Gurkha), mentre il 4/2nd Gurkha passò all'Esercito indiano per poi diventare il 5º Battaglione dell'8th Gorkha Rifles e il 5/2nd Gurkha fu sciolto.
Come parte della neonata Brigata Gurkha di base a Hong Kong, il 2nd Gurkha Rifles partecipò ancora a operazioni belliche nel teatro del Sud-est asiatico. Dal 1948 al 1959 i battaglioni del reggimento presero parte ai fatti della cosiddetta "emergenza malese", affrontando i guerriglieri comunisti insorti contro il protettorato britannico della Federazione della Malesia; nel dicembre 1962 il 1/2nd Gurkha fu inviato con urgenza nel Brunei per sopprimere una rivolta scoppiata contro il locale sultano, alleato dei britannici; tra il 1963 e il 1966 infine i battaglioni del reggimento furono schierati nel Borneo durante il periodo del "confronto tra Indonesia e Malaysia", un conflitto a bassa intensità che vide le forze britanniche appoggiare la neo-indipendente Malaysia nel contrasto a guerriglieri separatisti appoggiati dalla confinante Indonesia.
Dopo la fine del periodo della guerra fredda anche le unità Gurkha furono coinvolte nel generale processo di riduzione dei ranghi del British Army. I due battaglioni del 2nd Gurkha Rifles furono fusi in unico battaglione nel 1992; due anni più tardi, tutti e quattro i reggimenti Gurkha esistenti vennero infine amalgamati in un unico reggimento unitario (il Royal Gurkha Rifles).

### Annotazioni
1. ↑  I termini "Gurkha", "Gorkha" o "Goorkha" furono utilizzati in maniera intercambiabile fino all'indipendenza dell'India nel 1947; in seguito, "Gurkha" designa unicamente i reparti nepalesi al servizio del Regno Unito e "Gorkha" quelli al servizio dell'India.

### Fonti
1. ↑  Farwell, pp. 27-32.
2. ↑  Chappel, pp. 7-11.
3. ↑  Farwell, pp. 33-47.
4. ↑  Chappel, pp. 18-19.
5. ↑  Chappel, pp. 19-20.
6. 1 2 3  Chappel, p. 48.
7. ↑  Farwell, pp. 59-62.
8. ↑  Farwell, pp. 89-92, 105-114.
9. 1 2 3 4 5 6  Chappel, p. 20.
10. ↑  Farwell, pp. 250-251.
11. ↑  Farwell, pp. 267-275.
12. ↑  Chappel, p. 10.